# Macrovipera
Macrovipera är ett släkte av ormar som ingår i familjen huggormar.
Arterna är med en längd av en till två meter stora ormar. De förekommer i sydöstra Europa, norra Afrika och västra Asien. Habitatet utgörs av klippiga områden med glest fördelade buskar samt av öknar. Släktets medlemmar jagar mindre fåglar och däggdjur. Det giftiga bettet kan i sällsynta fall medföra människans död. Honor lägger ägg.

## Artlista
Arter enligt Catalogue of Life:
- Macrovipera lebetina
- Miloshuggorm (Macrovipera schweizeri)